# Micropanope urinator
Micropanope urinator är en kräftdjursart som först beskrevs av Alphonse Milne-Edwards 1881.  Micropanope urinator ingår i släktet Micropanope och familjen Xanthidae. Inga underarter finns listade i Catalogue of Life.